# Nazibugas
Nazi-Bugas (uralkodott Kr. e. 1333-ban) Babilónia egyik kassú királya volt.

## Élete
Az ismeretlen származású király a rövid ideig uralkodó, lázadásban odaveszett Karahardast követte a trónon, de a lázongásban hamarosan maga is életét vesztette. A kaotikus viszonyoknak I. Assur-uballit asszír király, Karahardas nagyapjának beavatkozása vetett véget: seregei II. Kurigalzut segítették trónhoz.